# Sân bay quốc tế Puerto Suárez
Sân bay quốc tế Puerto Suárez (IATA: PSZ, ICAO: SLPS) là một sân bay ở Puerto Suárez, Bolivia. Sân bay này có một đường băng dài 2 km rải nhựa đường.

## Hãng hàng không và tuyến bay
- Amaszonas (Santa Cruz de la Sierra, São Paulo-Guarulhos)
- Aerosur (Santa Cruz de la Sierra, Sao Paulo-guarulhos, cuiaba)
- Gol (Campo Grande) bằng máy bay Boeing 737 mỗi chuyến một tuần.